# Logname
logname est une commande Unix abréviation de "Login Name", qui affiche le nom d'utilisateur courant.
Cette commande ne doit pas utiliser la variable d'environnement LOGNAME, qui a pu être modifiée.

## Exemples
```
$
 
logname
MonLogin

```